# Défilement parallaxe
Pour les articles homonymes, voir Parallaxe (homonymie).

Une animation utilisant trois calques : un statique et deux en mouvement.

Le défilement parallaxe (parallax scrolling en anglais) est le déplacement à des vitesses différentes de différents calques de décors dans un jeu vidéo en deux dimensions, lors d'un défilement (ou scrolling). Cette technique a été initiée par le jeu d'arcadeDefender sorti en 1981 puis repris par Moon Patrol et d'autres jeux vidéo à partir de 1982,. Il s'agit en fait de l'adaptation d'une technique très utilisée pour les dessins animés, qui consiste à faire défiler des celluloïds à des vitesses différentes. Ainsi, un décor utilisant cette technique se voit divisé en plusieurs calques. Le calque le plus éloigné de l'observateur (l'arrière-plan) défile le moins vite. Plus on remonte vers l'avant-plan et plus la vitesse de défilement des calques augmente. Les différents plans jouent également sur la perspective atmosphérique pour accentuer l'impression de profondeur. Les premiers plans voient ainsi leurs couleurs davantage désaturées, et les plus au fond ont alors leurs couleurs plus désaturées et bleutées en plein jour, ou assombries en pleine nuit. Des techniques de floutages sur les plateformes plus récentes permettent d'accentuer la profondeur de champ.

Parallaxe avec perspective atmosphérique (modification des couleurs avec la profondeur)

Comme dans tout jeu utilisant un défilement, le déplacement du décor est plus ou moins synchronisé avec le défilement du joueur à l'intérieur du niveau et il existe trois types de défilement : horizontal, vertical, ou multidirectionnel.
Cette technique en particulier est très utilisée sur les consoles et ordinateurs 16 bits, et vise à donner une impression de profondeur à travers des portions de décors défilant à vitesse légèrement variable. On peut parler de « perspective de mouvement », généralement en utilisant les possibilités matérielles de la plateforme, permettant de synchronisation par le processeur vidéo (au moment de l'affichage, plutôt qu'un travail de copie du processeur graphique) de différents plans, une valeur de couleur (ou un canal alpha pour les plus évoluées permettant de représenter la transparence sur chacun des plans. Sur les plateformes modernes utilisant des technologies 3D telles qu'OpenGL, les décors sont tracés sur différentes surfaces planes, qui sont ensuite synchronisées par le processeur géométrique.

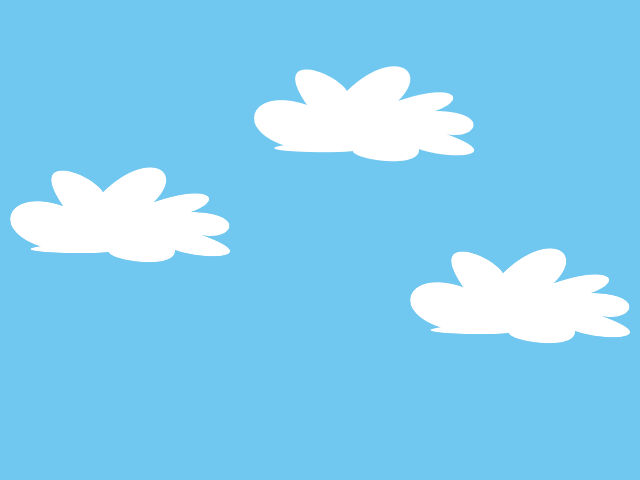
Calque des nuages - arrière.
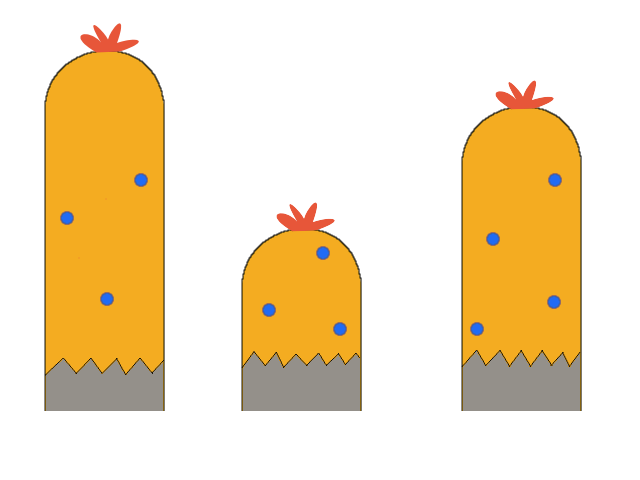
Calque de la végétation - milieu.
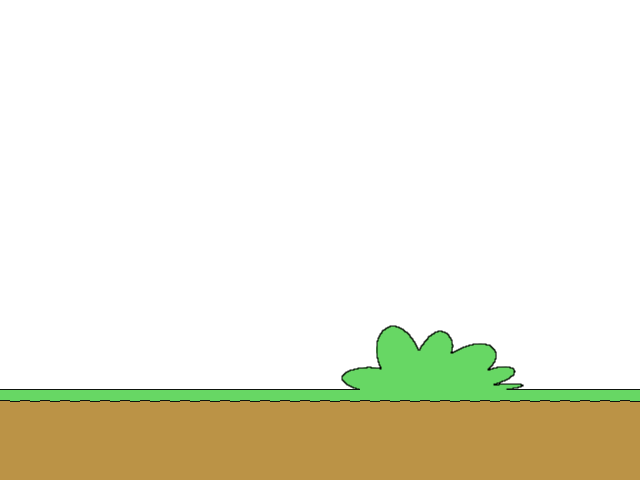
Calque du sol - avant.
Animation.

## Techniques avancées

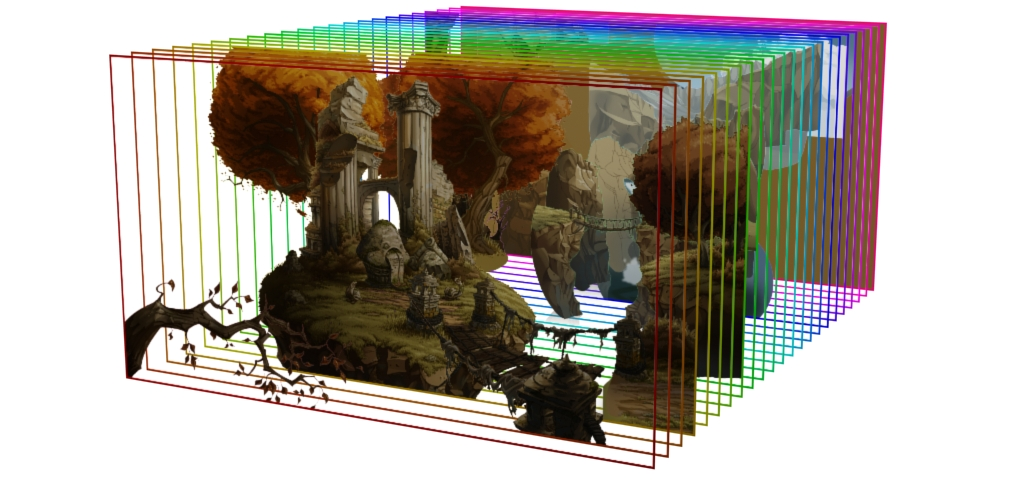
Différents plans de The Whispered World

Dans le cas de certains jeux comme Shadow of the Beast sur Amiga qui gèrent jusqu'à treize calques simultanément, le processeur vidéo (appelé copper) était utilisé pour envoyer une instruction, synchronisée avec le balayage vertical et horizontal du canon à électrons. Le pointeur de mémoire pouvait donc être modifié à chaque ligne et faire défiler à une vitesse différente, des bandes de plusieurs lignes d'une image, multipliant ainsi l'effet de parallélisme et de profondeur.
Avec les processeurs géométriques 3D, il est généralement possible d'utiliser les shaders (nuanceurs, des unités de calculs spécialisés dans les effets), pour ajouter des effets sur les différents calques et ainsi accentuer la profondeur. Le plans au fond ou en premier plan devant celui représentant le joueur, peuvent par exemple être ainsi floutés, afin d'accentuer la profondeur de champ.